# Дрига
Дрига (пол. Dryga) — село в Польщі, у гміні Суховоля Сокульського повіту Підляського воєводства.
Населення — 316 осіб (2011).
У 1975-1998 роках село належало до Білостоцького воєводства.

## Демографія
Демографічна структура станом на 31 березня 2011 року:
|          | Загалом | Допрацездатний вік | Працездатний вік | Постпрацездатний вік |
| -------- | ------- | ------------------ | ---------------- | -------------------- |
| Чоловіки | 155     | 32                 | 96               | 27                   |
| Жінки    | 161     | 41                 | 80               | 40                   |
| Разом    | 316     | 73                 | 176              | 67                   |